# Affairs of the Art
Affairs of the Art es un cortometraje animado en 2D dibujado a mano en papel de drama de 2021 dirigido por Joanna Quinn y escrito por Les Mills. Quinn también coprotagoniza como la voz de Beverly.
La película se proyectó en festivales de cine de todo el mundo desde febrero de 2021, incluido Palm Springs ShortFest en EE. UU., y ganó 26 premios internacionales, incluidos premios en el Festival Internacional de Cortometrajes de Clermont Ferrand y el Festival Internacional de Cine de Animación de Annecy. Ha sido nominado al Premio de la Academia al Mejor Cortometraje de Animación para los 94.ª Premios de la Academia y nominado al Premio BAFTA al Mejor Cortometraje de Animación.
El cortometraje sigue al personaje de Beryl y su excéntrica familia. Beryl, la heroína de clase trabajadora que apareció por primera vez en el cortometraje animado de 1987 Girls Night Out, Body Beautiful (1990) y Dreams & Desires: Family Ties (2006). Affairs of the Art se centra en las fijaciones de Beryl y su familia y la propia obsesión de Beryl con el dibujo y su determinación de convertirse en una artista destacada.

## Reparto
- Menna Trussler como Beryl
- Brendan Charleson como Ifor / Colin / Lenin / Entrevistador
- Joanna Quinn como Beverly
- Malí Ann Rees como Mum/Edie

## Producción
La película está cocreada entre Joanna Quinn y Les Mills. Quinn es el director de la película, artista del guion gráfico y animador principal, y Mills escribió el guion, hizo el diseño de color y produjo la película. Es su primera película nueva con el personaje principal de Beryl desde 2007. Comenzaron a planear otra película de Beryl inmediatamente después de su última película Dreams & Desires: Family Ties, pero pasaron 15 años antes de que Beryl regresara a la pantalla en una nueva película principalmente porque de compromisos importantes para producir muchos comerciales de televisión en los años intermedios. La película de 16 minutos se animaba tradicionalmente en una caja de luz y tomó más de 24000 fotogramas dibujados a mano (fps) para producir. Los dibujos animados se escanearon en la computadora, se colorearon en TVPaint y finalmente se compusieron en After Effects. En esta película hay mucha sincronización de labios, con un enfoque en desglosar los patrones de los movimientos de los labios.

## Premios
Desde su lanzamiento, la película ha sido seleccionada en más de 65 selecciones de festivales alrededor del mundo:
| Año  | Ceremonia                                                   | Categoría/de premio                                                | Estado   |
| ---- | ----------------------------------------------------------- | ------------------------------------------------------------------ | -------- |
| 2021 | Festival Internacional de Cortometrajes de Clermont-Ferrand | Mejor película de animación                                        | Ganadora |
| 2021 | Annecy Animación Internacional                              | Mención Especial por Dirección                                     | Ganadora |
| 2021 | Festival de Animación Kaboom                                | Mejor Cortometraje                                                 | Ganadora |
| 2021 | Festival de Animación de Los Ángeles                        | Mejor director                                                     | Ganadora |
| 2021 | Aspen Shortsfest                                            | Premio del Jurado en la categoría Comedia                          | Ganadora |
| 2021 | Palm Springs Shortsfest                                     | Mejor Cortometraje de Animación                                    | Nominada |
| 2021 | Festival de Animación de Insomnia                           | Premio Profnastil al Mejor Cortometraje Internacional de Animación | Ganadora |
| 2021 | Festival de Animación Fantoche                              | Premio del Público Internacional                                   | Ganadora |
| 2021 | Festival Internacional de Cine de Valladolid                | Espiga de Oro al Mejor Cortometraje                                | Ganadora |
| 2021 | Festival Internacional de Cine de Chicago                   | Hugo de Oro al Mejor Cortometraje de Animación                     | Ganadora |
| 2021 | Premios BAFTA                                               | Premio BAFTA al Mejor Cortometraje Británico de Animación          | Nominada |
| 2021 | Premios Óscar                                               | Óscar al mejor cortometraje animado                                | Nominada |